# Schoenoplectus pungens
Schoenoplectus pungens är en halvgräsart som först beskrevs av Vahl, och fick sitt nu gällande namn av Eduard Palla. Schoenoplectus pungens ingår i släktet sävsläktet, och familjen halvgräs.

## Underarter
Arten delas in i följande underarter:
- S. p. badius
- S. p. longispicatus
- S. p. pungens

## Bildgalleri

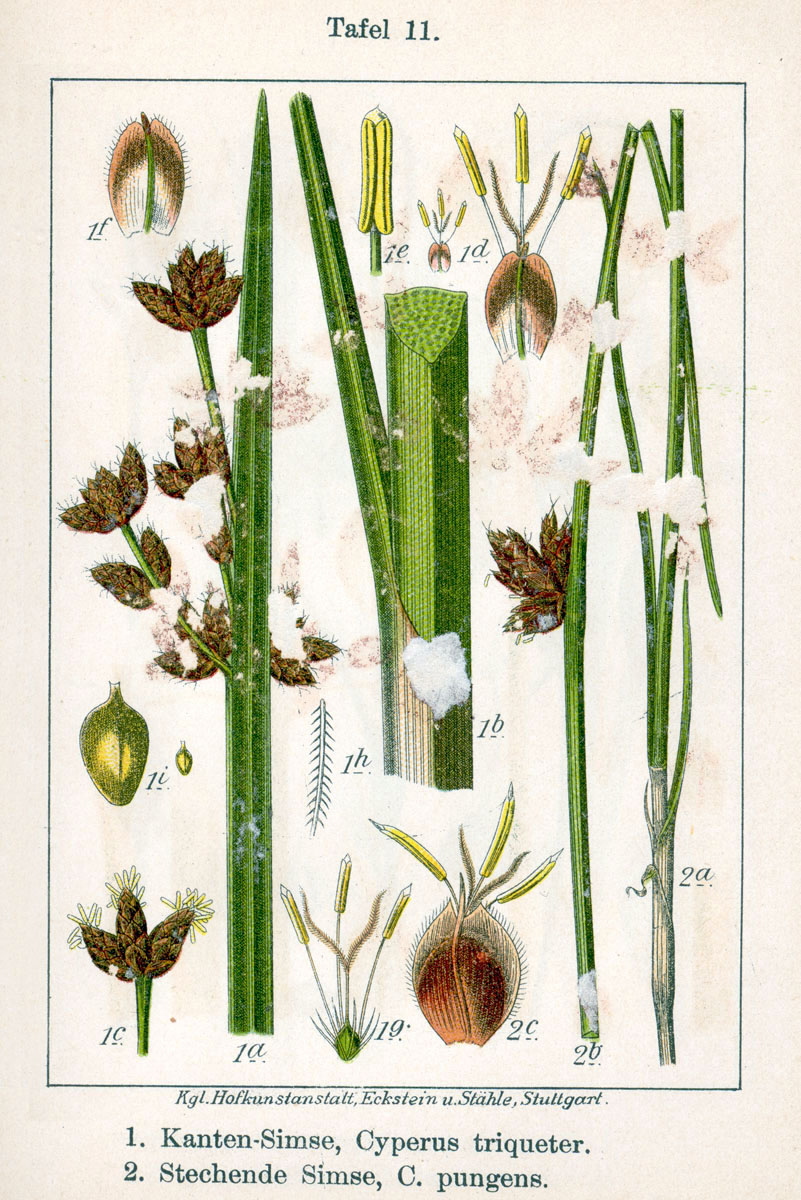
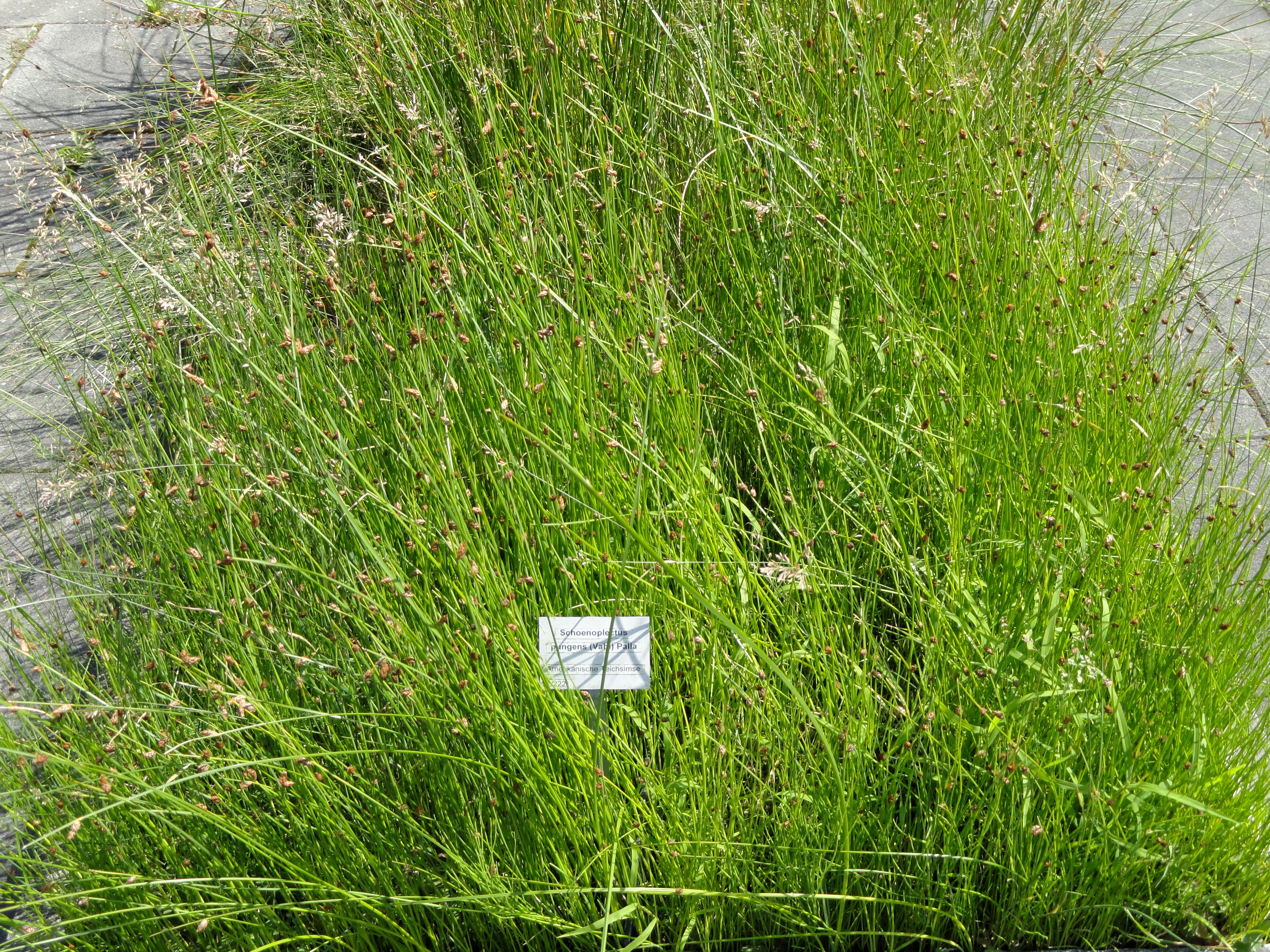
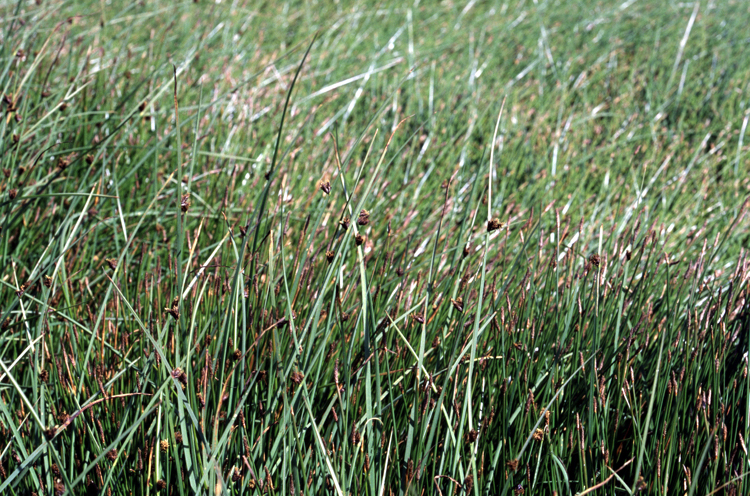
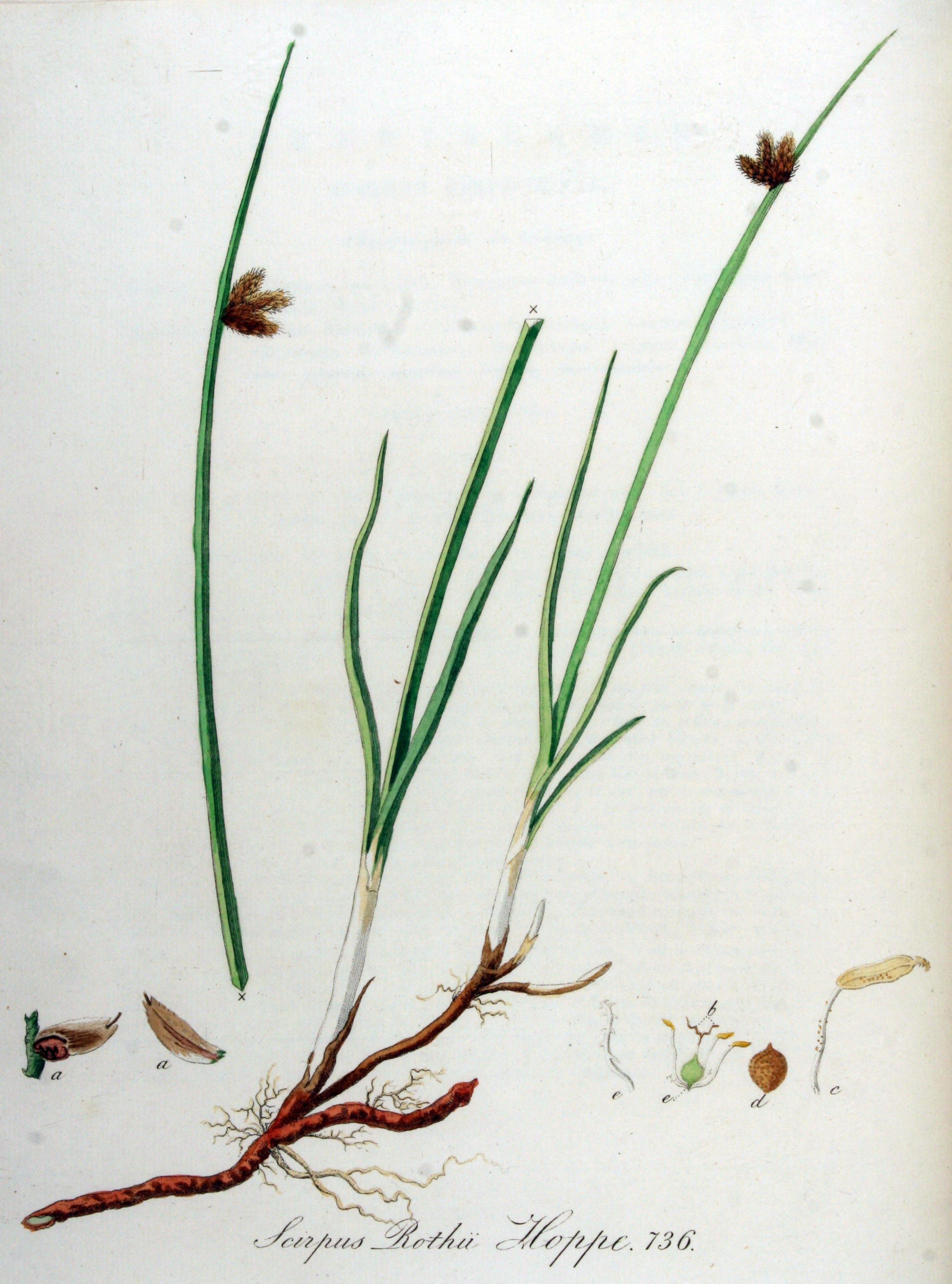